# Polyplectropus directus
Polyplectropus directus är en nattsländeart som beskrevs av Wolfram Mey 1990. Polyplectropus directus ingår i släktet Polyplectropus och familjen fångstnätnattsländor. Inga underarter finns listade i Catalogue of Life.